# Britt Lower
Britt Lower (2 de agosto de 1985) é uma atriz americana conhecida por seus papéis na série de drama policial Unforgettable (2011–2014), na série de comédia romântica Man Seeking Woman (2015–2017) e na série de suspense Severance (2022–presente).

## Vida pregressa
Lower nasceu Brittney Leigh Lower, filha de Steve e Mickey Lower de Heyworth, Illinois, este último um artista de pintura facial. Depois de se formar na Heyworth High School em 2004, Lower obteve um Bacharelado em Ciências em Comunicação pela Northwestern University em 2008.
Lower trabalhou com Upright Citizens Brigade e ImprovOlympic .

## Carreira
Lower teve um papel recorrente como a especialista em tecnologia Tanya Sitkowsky na série Unforgettable de 2011. Em 2015, ela começou o que é considerado seu papel de destaque na série de comédia da FXX, Man Seeking Woman, interpretando Liz Greenberg, a irmã do protagonista principal. Lower foi contratada para um papel recorrente na série original do Hulu Casual na temporada 2, como Sarah Finn. Ela também apareceu em comerciais para a Verizon.
Lower apareceu como convidado no episódio de arrecadação de fundos da maratona Big Lake, The Big Alakens, do The George Lucas Talk Show.
Lower aparece no elenco principal da série de drama psicológico Severance, da Apple TV+, tanto na temporada 1 (2022) quanto na temporada 2 (2025). Ela também aparece na segunda temporada de American Horror Stories. Ela foi a personagem principal no videoclipe de "Wolf" do Yeah Yeah Yeahs.
Durante o hiato entre as temporadas de Severance, ela se juntou ao Circo Flora de St. Louis, interpretando uma personagem na performance "Quest for the Innkeeper's Cask" por um mês.

## Ligaçõess externas
- Britt Lower. no IMDb.
- Britt Lower no Rotten Tomatoes